# Raymond Forni
Raymond Forni (ur. 20 maja 1941 w Belfort, zm. 5 stycznia 2008 w Paryżu) – francuski polityk, prawnik i samorządowiec, działacz Partii Socjalistycznej, w latach 2000–2002 przewodniczący Zgromadzenia Narodowego, od 2004 do 2008 przewodniczący rady regionalnej Franche-Comté.

## Życiorys
W wieku 17 lat po śmierci ojca przerwał naukę i podjął pracę jako robotnik w fabryce Peugeota, gdzie angażował się również w działalność związkową. Powrócił później do szkoły średniej, następnie ukończył prawo na Uniwersytecie w Strasburgu, podejmując w 1968 praktykę w zawodzie adwokata w rodzinnej miejscowości. Zaangażował się w działalność polityczną w ramach SFIO i następnie Partii Socjalistycznej.
W 1973 po raz pierwszy został wybrany do Zgromadzenia Narodowego. W niższej izbie francuskiego parlamentu zasiadał do 1985 i ponownie w latach 1988–1993 i 1997–2002. Od 1991 do 1993 i od 1997 do 2000 był wiceprzewodniczącym Zgromadzenia Narodowego, w latach 2000–2002 pełnił funkcję przewodniczącego tej izby przez połowę XI kadencji. W parlamencie reprezentował jeden z okręgów wyborczych departamentu Territoire-de-Belfort.
Od początku lat 70. pełnił także szereg funkcji w administracji samorządowej. Był radnym miejskim różnych miejscowości, merem Delle (1991–2004) oraz zastępcą mera tej gminy, radnym rady generalnej Territoire-de-Belfort, radnym Franche-Comté. W 2004 został prezydentem tego regionu. Funkcję tę pełnił do czasu swojej śmierci w 2008 na skutek białaczki.
Odznaczony Orderem Narodowym Zasługi V klasy oraz Krzyżem Wielkim Orderu Zasługi Rzeczypospolitej Polskiej.